# جغد کوتوله اوراسیایی

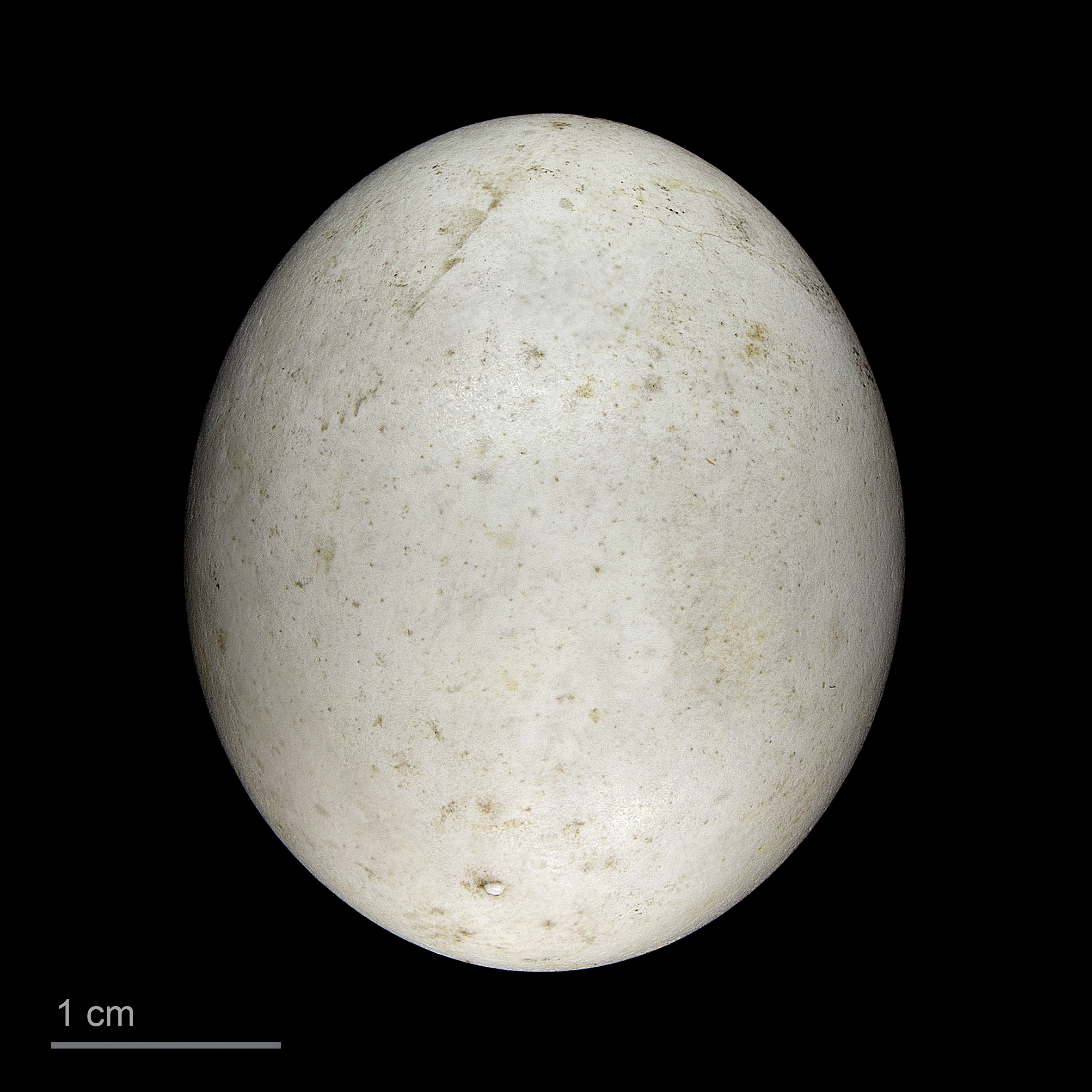
Glaucidium passerinum

جغد کوتوله اوراسیایی (نام علمی: Glaucidium passerinum) نام یک گونه از تیره جغدان راستین است.